# Hyperaspis taeniata
Hyperaspis taeniata är en skalbaggsart som beskrevs av Leconte 1852. Hyperaspis taeniata ingår i släktet Hyperaspis och familjen nyckelpigor. Inga underarter finns listade i Catalogue of Life.